# Vinterbär
Vinterbär (Skimmia japonica) är en vinruteväxtart som beskrevs av Carl Peter Thunberg. Vinterbär ingår i släktet skimmior, och familjen vinruteväxter. Arten förekommer tillfälligt i Sverige, men reproducerar sig inte.

## Underarter
Arten delas in i följande underarter:
- S. j. yatabei
- S. j. intermedia
- S. j. lutchuensis